# Eisert Árpád
Eisert Árpád (Rozsnyó, 1911. február 23. – Nyíregyháza, 1974. szeptember 13.) magyar orvos, szívsebész.
A prágai Károly egyetemen avatták orvosdoktorrá. Első munkahelyei Jicin, Késmárk, Kassa, Trencsén, Eperjes. 1947-ben Magyarországra menekült és a sátoraljaújhelyi kórházban dolgozott. Rövidesen a nyíregyházi kórház sebésze lett. Itt végezte 1951. január 26-án hazánkban az első elektív szívműtétet (mitralis-stenosis műtét). Ezt követően a Pécsi II. sz Klinikára helyezték, ahol szívsebészként tevékenykedett. 1954-ben ismét Nyíregyházán dolgozott, a sebészeti osztály vezetőjeként. Az 1960-as évektől a debreceni szívsebészet megteremtésében vett rész.
1948-ban Magyarországon elsőként végezte el sikerrel a szívburok eltávolítását páncélszív miatt.